# Center, Nebraska
Center är administrativ huvudort i Knox County i Nebraska. Enligt 2020 års folkräkning hade Center 79 invånare.